# Ashley Argota
Ashley Argota (Redlands, 9 gennaio 1993) è un'attrice statunitense, meglio conosciuta per il ruolo di Lulu nella serie di Nickelodeon True Jackson, VP.

## Biografia
Cominciata la carriera da attrice a 14 anni, ha partecipato ad un film indipendente nel 2007, ovvero Schooled. Successivamente partecipa ad una puntata di iCarly. Poi nel 2008 viene ingaggiata dalla Nickelodeon per partecipare come co-protagonista in True Jackson, VP, nel ruolo di Lulu, la migliore amica nonché segretaria di True, la protagonista, divenuto poi il suo ruolo più conosciuto. Successivamente nel 2014 viene scelta dalla Disney per interpretare Nevaeh Barnes nel film Come creare il ragazzo perfetto.

## Filmografia
- ICarly - serie TV, episodio 1x25 (2008)
- True Jackson, VP - serie TV, 58 episodi (2008-2011)
- Baby Daddy - serie TV, 1 episodio (2012)
- Bucket and Skinner's Epic Adventures - serie TV, 27 episodi (2011-2013)
- Cabot College, regia di Pamela Fryman - film TV (2014)
- Austin & Ally - serie TV, 1 episodio (2014)
- Chasing Life - serie TV, 1 episodio (2014)
- Come creare il ragazzo perfetto (How to Build a Better Boy), regia di Paul Hoen – film TV (2014)
- Lab Rats – serie TV, 6 episodi (2014-2015)
- The Fosters – serie TV, 17 episodi (2014-2016)
- Girl Meets World - serie TV, 2 episodi (2016)
- Adopted - serie TV, 6 episodi (2016)
- Snatchers - serie TV, 2 episodi (2017)

## Doppiatrici italiane
Nelle versioni in italiano delle opere in cui ha recitato, Ashley Argota è stata doppiata da:
- Emanuela Pacotto in True Jackson, VP, Bucket and Skinner's Epic Adventures, Come creare il ragazzo perfetto
- Erica Necci in The Fosters, Girl Meets World
- Tiziana Martello in Lab Rats